# مسابقات قهرمانی سری زنان

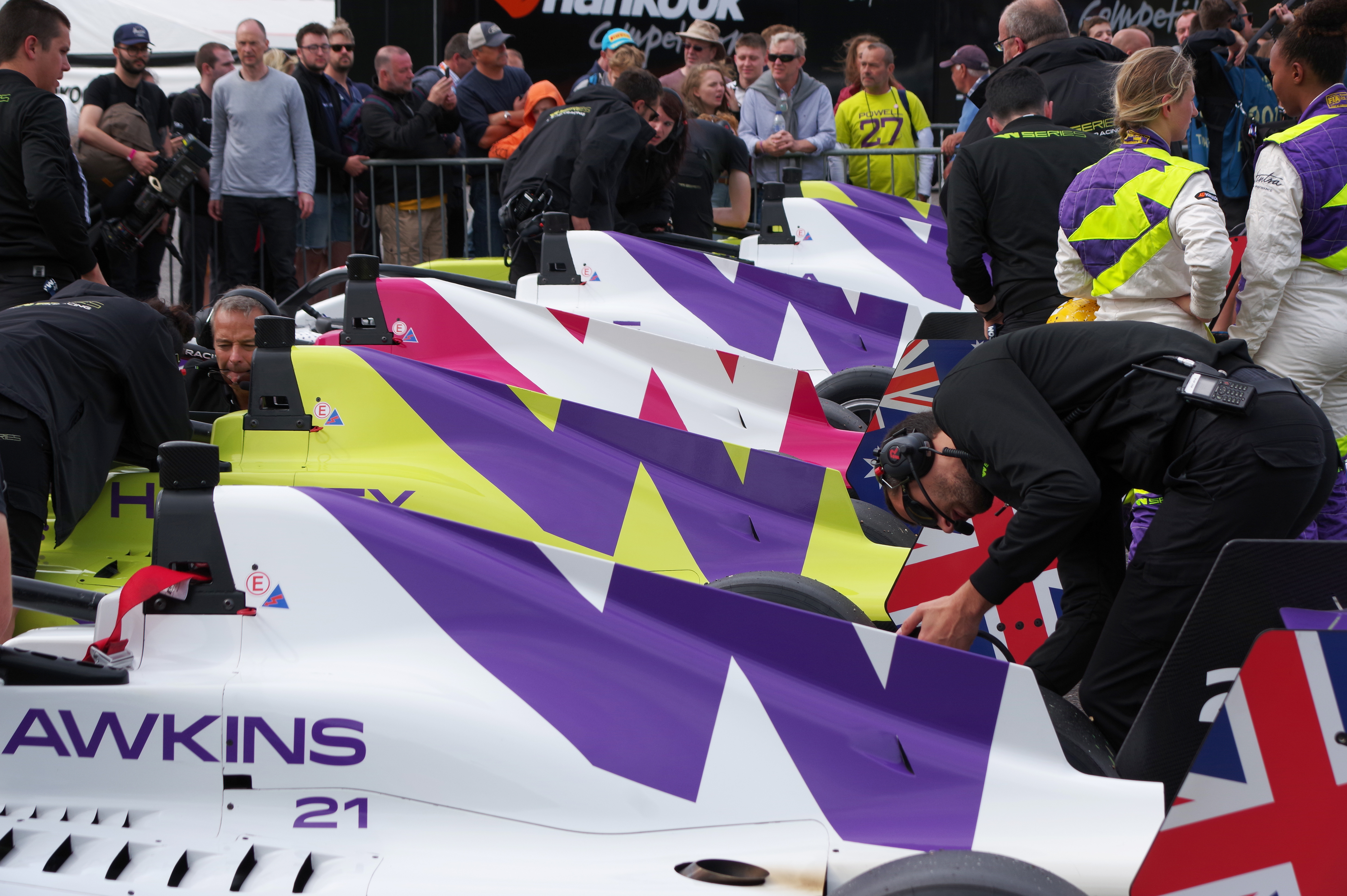
لوگو سری زنان بر روی خودرو تاتوی اف۳ تی-۳۱۸ فصل افتتاحیه این مسابقات سال ۲۰۱۹

سری زنان یک سری مسابقات قهرمانی اتومبیلرانی تک سرنشینه تمام زنان بود. این مسابقات در مجموع در سه فصل در سال‌های ۲۰۱۹، ۲۰۲۱ و ۲۰۲۲ برگزار شد.

این مسابقات در سال ۲۰۲۰ به دلیل دنیاگیری کووید-۱۹ لغو شده بود و به جای آن فصل تمام آنلاین و مسابقات در شبیه‌ساز رانندگی برگزار شد. جیمی چادویک پرافتخارترین راننده این مسابقات است.

## تاریخچه

### زمینه و شکل‌گیری
مسابقات سری زنان پس از انتشار شایعاتی در مورد ایجاد یک سری مسابقات اتومبیلرانی که فقط زنان در آن شرکت می‌کنند به‌طور عمومی در ۱۰ اکتبر ۲۰۱۸ معرفی شد. این مسابقات برای پاسخ به عدم پیشرفت رانندگان زنان در بالاترین سطوح موتوراسپرت، به ویژه فرمول یک ایجاد شده بود. تاجر اسکاتلندی شان وادزورث به عنوان سرمایه‌دار اصلی این مسابقات تأیید شد و کاترین باند مویر، وکیلی که به تسهیل فروش باشگاه چلسی به رومن آبراموویچ کمک کرده بود به عنوان مدیرعامل این مسابقات انتخاب شد. سایر سهامداران شامل تعدادی از اعضای برجسته جامعه موتوراسپورت، از جمله راننده سابق فرمول یک دیوید کولتارد و مهندس آدرین نیوی بودند.
مدیر ورزشی سابق مک‌لارن دیو رایان، به عنوان مدیر ارشد این مسابقات نیز انتخاب شد.

### فصل ۲۰۱۹
فصل افتتاحیه این مسابقات برای حمایت و نوعی سطح پایین‌تر از مسابقات دویچه تورنواگن مسترز (دی‌تی‌ام) فصل ۲۰۱۹ برگزار شد.
این مسابقات شامل شش رویداد بود که در شش پیست مختلف برگزار می‌شد، دو مسابقه در آلمان و چهار مسابقه در دیگر کشورهای اروپایی برگزار شد. 

قبل از شروع فصل، ۶۱ راننده برای حضور در این مسابقات در یک ارزیابی با هدف یافتن بهترین ۱۸ نفر برای مسابقه دادن تمام وقت در این مسابقات، با ۵۴ نفر دیگر در این لیست طولانی قرار گرفتند تا بهترین رانندگان مناسب این مسابقات انتخاب شوند.
پس از ارزیابی اولیه فهرست رانندگان، فهرست اولیه به لیستی کوتاه‌تر با ۲۸ راننده ای از افرادی که می‌توانستند با خودروهای این سری مسابقات رانندگی کنند کاهش یافت در کنار ۱۸ راننده انتخاب شده برای این مسابقات دو راننده نیز برای ذخیره این ۱۸ راننده انتخاب شدند.

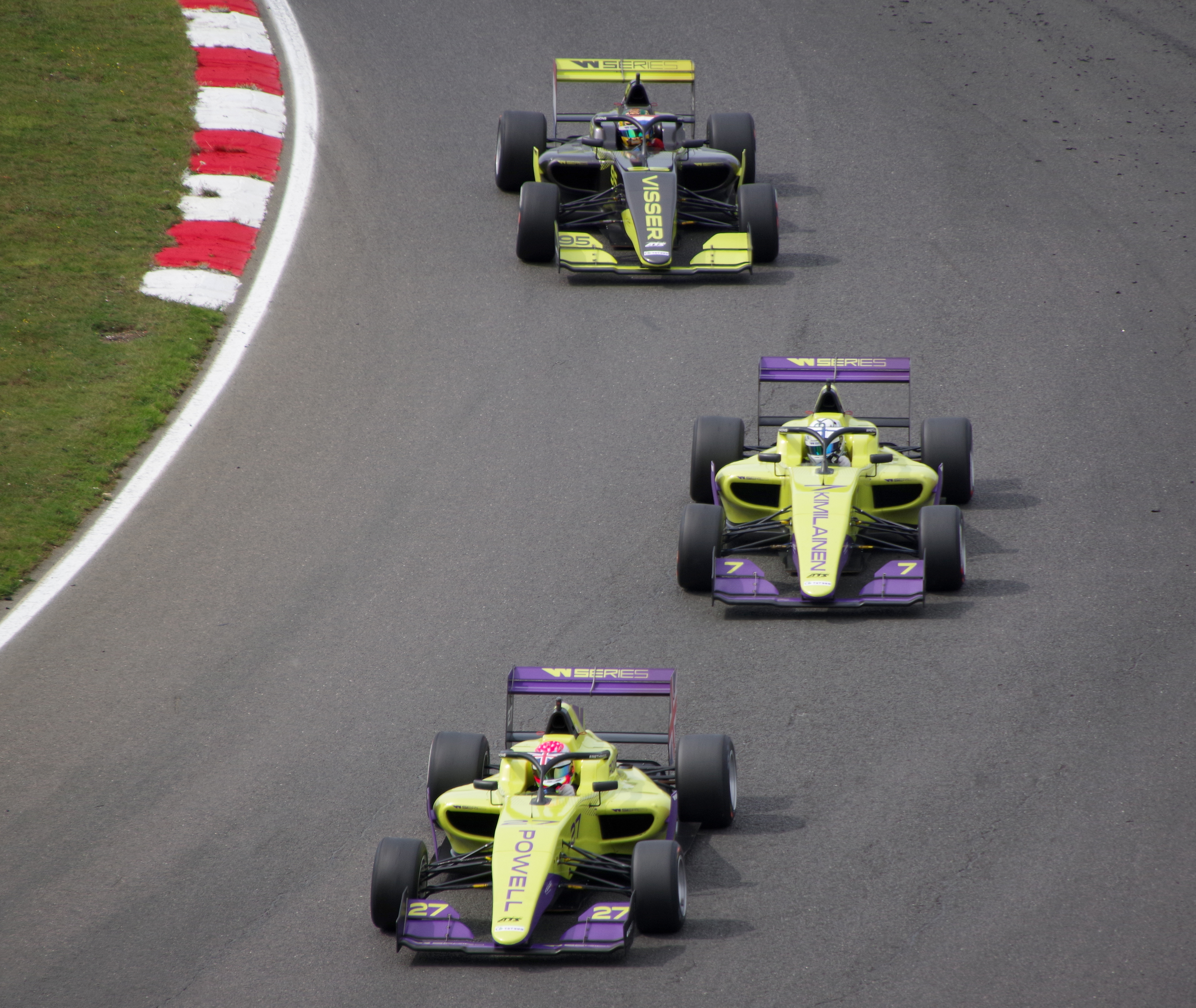
به ترتیب از نفر پیشتاز آلیس پاول، اما کیمیلاینن و بیتسکه ویسر

### ۲۰۲۰
تقویم فصل ۲۰۲۰ مسابقات سری زنان در اوایل سال ۲۰۲۰ اعلام شد که شش مسابقه در اروپای و در حمایت از مسابقات دی‌تی‌ام و دو مسابقه در آمریکای شمالی از برای حمایت از فرمول یک بود منتشر شد.
فهرست اولیه رانندگان تأیید کرد که دوازده راننده برتر در فصل قبل این مسابقات به‌طور خودکار برای فصل ۲۰۲۰ واجد شرایط حضور شده‌اند همچنین شش راننده جدید از یک ارزیابی کوچک که در سپتامبر ۲۰۱۹ برگزار شده بود به این مسابقات پیوستند
اسپانسر مالی فصل ۲۰۲۰ سری زنان از سازنده تلفن همراه روکیت انتخاب شده بود.
فصل ۲۰۲۰ در نهایت به دلیل همه‌گیری کووید ۱۹ لغو شد و یک رویداد ۱۰ مسابقه ای در ورزش‌های الکترونیکی در پلتفرم آی‌ریسینگ به جای آن برگزار شد.
بیتسکه ویسر با پیروزی در ۱۱ مسابقه از ۳۰ مسابقه، با یک مسابقه مانده به پایان، قهرمان لیگ ای‌اسپورت (ورزش مجازی) شد.

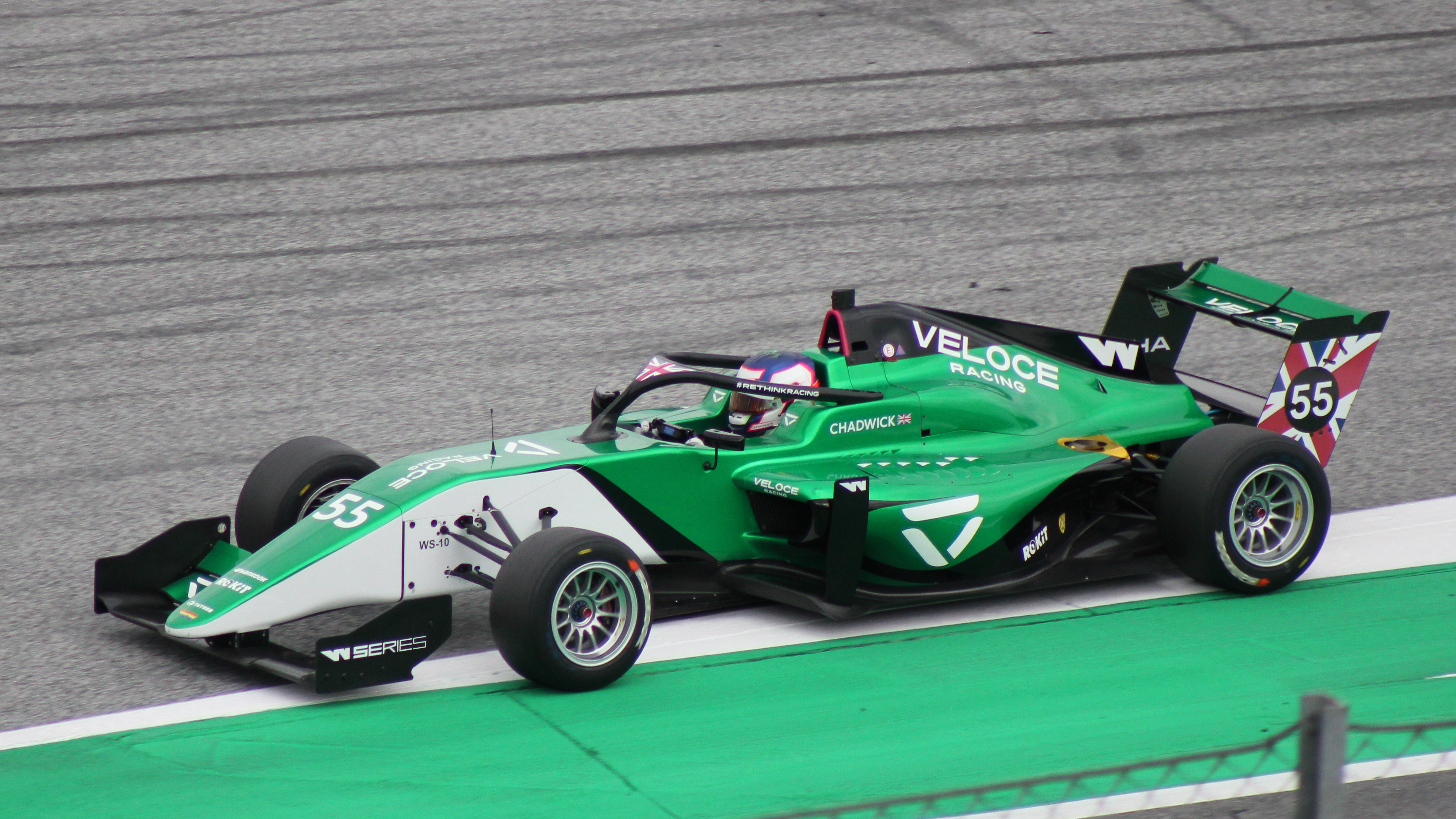
جیمی چادویک دومین قهرمانی پیاپی خود را در سال ۲۰۲۱ به دست آورد.

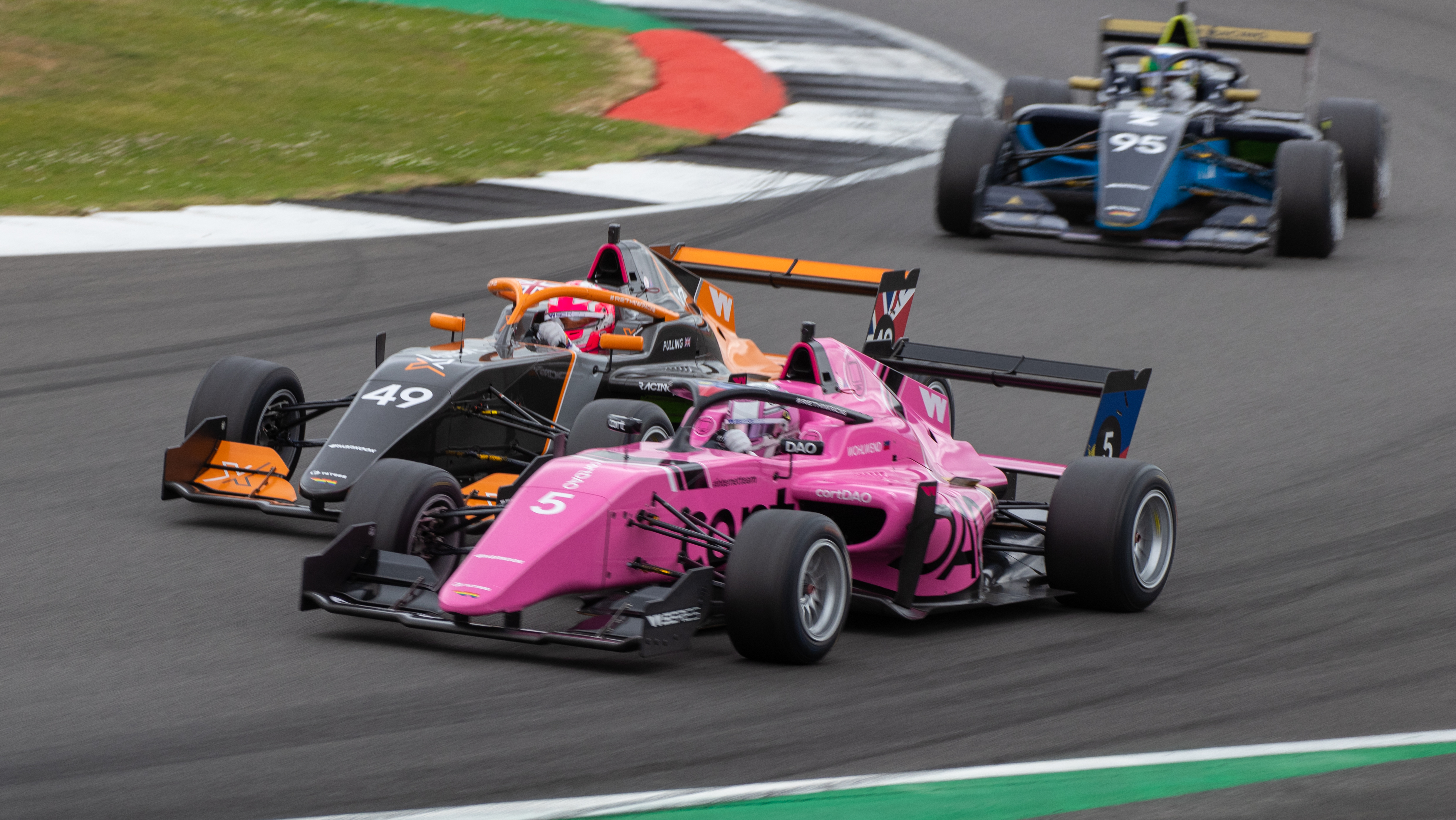
به ترتیب از پیشتاز فابین وولوند، ابی پولینگ و بیتسکه ویسر، مسابقه سیلورستون ۲۰۲۲ سری مسابقات زنان

### انحلال و پایان مسابقات
در نوامبر سال ۲۰۲۲، فرمول یک با اعلام ایجاد مسابقاتی جدید را با نام آکادمی اف‌وان را اعلام کرد. خودروهای این مسابقات از نظر فنی هم رده خودروهای فرمول ۴ بودند.

این مسابقات از نظر فنی و مهندسی یک رده پایین‌تر از مسابقات سری زنان قرار می‌گرفت اما به دلیل مهیا کردن شرایط ورود به فرمول ۳ و فرمول ۲ دلیلی مناسب برای ایجاد مسابقاتی جدید بود.
قبل از اولین مسابقه آکادمی اف‌وان در اواخر آوریل ۲۰۲۳، سری مسابقات قهرمانی زنان هنوز در مورد سرنوشت نهایی خود اظهارنظر رسمی نکرده بود اما بازگشت مسابقات در طول سال بعید به نظر می‌رسید.
زمانی که سری مسابقات زنان با مسائل مالی دست و پنجه نرم می‌کرد، آکادمی اف‌وان تأسیس شد تا مهری بر تأیید دلیل دوم انحلال این مسابقات باشد.

## مشخصات فنی و فرمت برگزاری

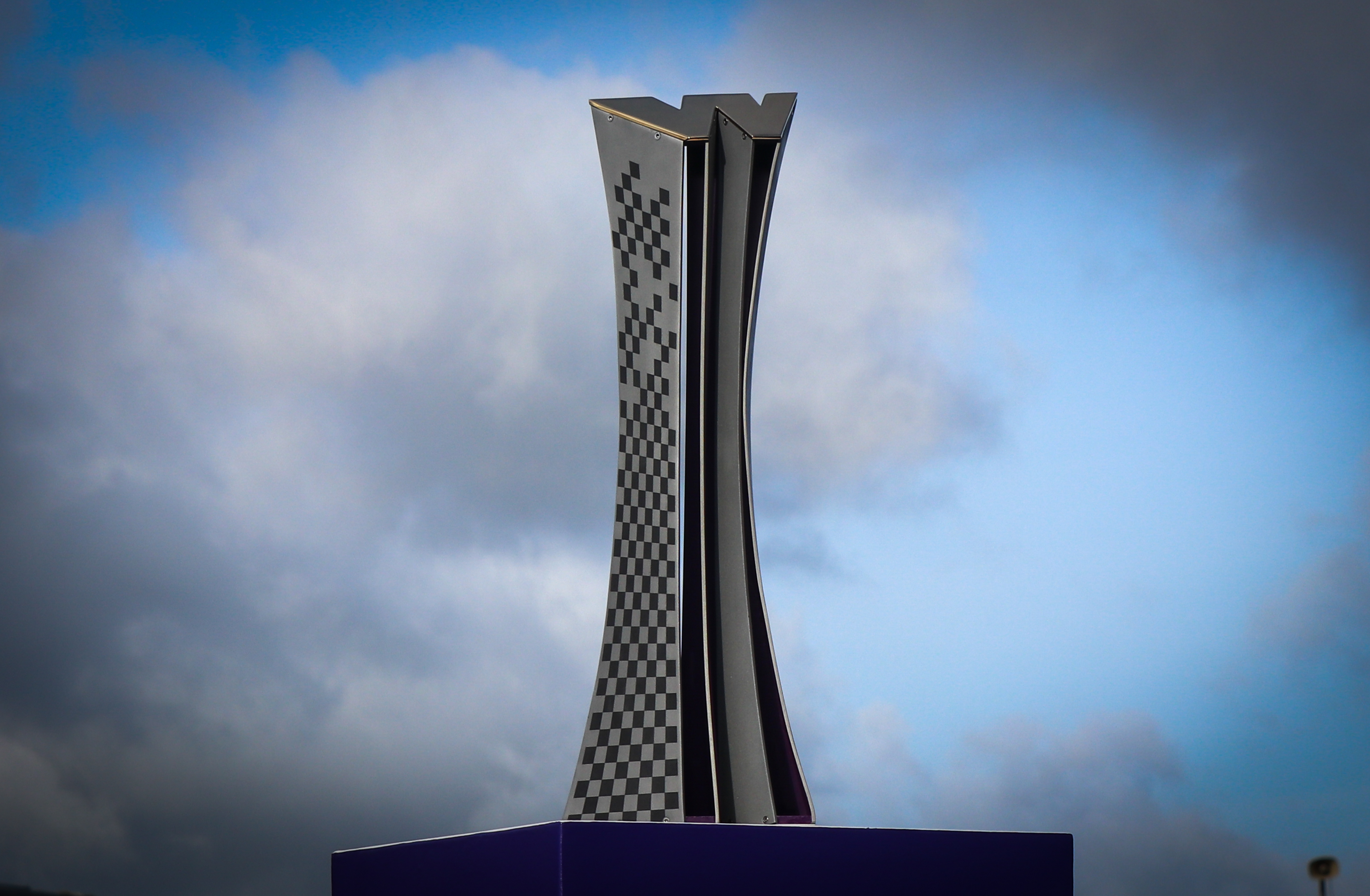
جام قهرمانی سری مسابقات زنان.

در فصل افتتاحیه مسابقات در سال ۲۰۱۹، هر رویداد شامل دو جلسه تمرین ۳۰ دقیقه‌ای در روز جمعه بود که پس از آن یک جلسه ۳۰ دقیقه‌ای تعیین خط و یک مسابقه ۳۰ دقیقه‌ای بعلاوه ۱ دور در روز شنبه بود برگزار می‌شد.
- ساختار شاسی: مونوکوک فیبر کربن
- حجم موتور: ۱٬۷۵۰ سانتی‌متر مکعب (۱۰۷ اینچ مکعب) موتور چهارسیلندر خطی
- آسپیراسیون: تک توربوشارژ
- تحویل سوخت: تزریق مستقیم سوخت
- ظرفیت سوخت: ۴۵٫۵ لیتر (۱۲ گالون آمریکایی)
- سوخت: آرال آگ ران ۱۰۲ بدون سرب
- لاستیک‌ها: هانکوک تایر ونتوس اف۲۰۰۰ (برای پیست خشک) + ونتوس زد۲۱۷ (برای پیست خیس)
- وزن: ۵۶۵ کیلوگرم (۱٬۲۴۶ پوند)
- توان خروجی: ۲۷۰ اسب بخار (۲۰۱ کیلووات)
- عرض: ۱٬۸۵۰ میلیمتر (۷۳ اینچ)
- فاصله بین دو محور: ۲٬۹۰۰ میلیمتر (۱۱۴ اینچ)
- گیربکس: جعبه‌دنده نیمه‌خودکار ۶ سرعته + ۱ دنده عقب
- فرمان: رک و پینیون با کمک برق